# Another Century's Episode: R
Another Century's Episode: R Anazā Senchurīzu Episōdo R (アナザーセンチュリーズエピソード アール), abreujat com A.C.E.: R, és un videojoc d'acció mecha desenvolupat per From Software i publicat al Japó per Banpresto i Namco-Bandai. Serà llançat per a PlayStation 3 el 19 d'agost del 2010. Another Century's Episode: R serà el primer joc de la saga Another Century's Episode a rebre una qualificació de B (12+) per part de la CERO.

## Jugabilitat
Un nou mode de tir dinàmic anomenat Chase Mode va ser afegit al joc. Aquest mode és similar dels shooters arcade, on la màquina del jugador es mou sobre rails i deixa el control de les armes al jugador. Cada secció de "Chase Mode" precedeix a una batalla de cap; els exemples publicats fins ara inclouen la batalla contra el Behemoth de Full Metal Panic! i la batalla contra Nora Polyansky de Macross Zero. Una nova habilitat anomenada Burst Attack apareix en aquest lliurament. L'atac de ràfega està disponible per a totes les unitats i és un atac de càrrega especial que canvia en funció de quina màquina s'utilitzi.
Aquest és el primer títol de la saga A.C.E. que permet canviar pilots entre màquines (excloent l'equip Shin Getter a Another Century's Episode 3: The Final), encara que només per als mecas del Universal Century (els de Zeta Gundam, Crossbone Gundam i Genesis of Aquarion), en què el canvi de pilot és un punt important del terreny i s'utilitza constantment.